# 銀魂 銀時vs土方!? かぶき町銀玉大争奪戦!!
『銀魂 銀時vs土方!? かぶき町銀玉大争奪戦!!』（ぎんたま ぎんときvsひじかた!?かぶきちょうぎんたまだいそうだつせん!!）は、2006年12月14日に発売されたコンピュータゲームであり、バンプレストのニンテンドーDS参入第1弾ソフトである。空知英秋の漫画『銀魂』のゲーム化作品であり、ジャンルは「ギンタマルチアドベンチャー」。

## 操作可能キャラ
- 万事屋

坂田銀時
- 真選組

土方十四郎

## 登場キャラ
- 万事屋

坂田銀時
志村新八
神楽
- 真選組

土方十四郎
近藤勲
沖田総悟
山崎退
- その他の人達

志村妙
猿飛あやめ
桂小太郎
坂本辰馬
長谷川泰三
結野アナ
ヘドロ
寺田綾乃(お登勢)
キャサリン
阿音
百音
栗子
ハタ皇子
じい
服部全蔵
全蔵の父
寺門通
お通ママ
お通パパ
寺門通親衛隊の方々
天人達
西郷特盛
オカマ達
タモさん
高杉晋助

## バトル
本作は体力ゲージにダメージを与える「喧嘩銀玉」と精神力にダメージを与える「言霊銀玉」、そして特殊効果を発揮する「効果銀玉」によってバトルが展開される。
「効果銀玉」には「喧嘩銀玉」や「言霊銀玉」に特定の効果を与えたり、自分を強化したり
相手に影響を与えるものまでさまざまなものがある。
なお、バトル時にのみキャラボイスが入る。

## 銀玉
銀玉にはそれぞれの種類に必ず攻撃系と防御系がある。